# KGM Musso
KGM Musso (укр. Musso - носоріг) — середньорозмірний позашляховик вироблений в Південній Кореї компанією KG Mobility починаючи з 1993 по 2005 рік.
З 2018 року виготовляється друге покоління моделі в кузові пікап.

## Перше покоління

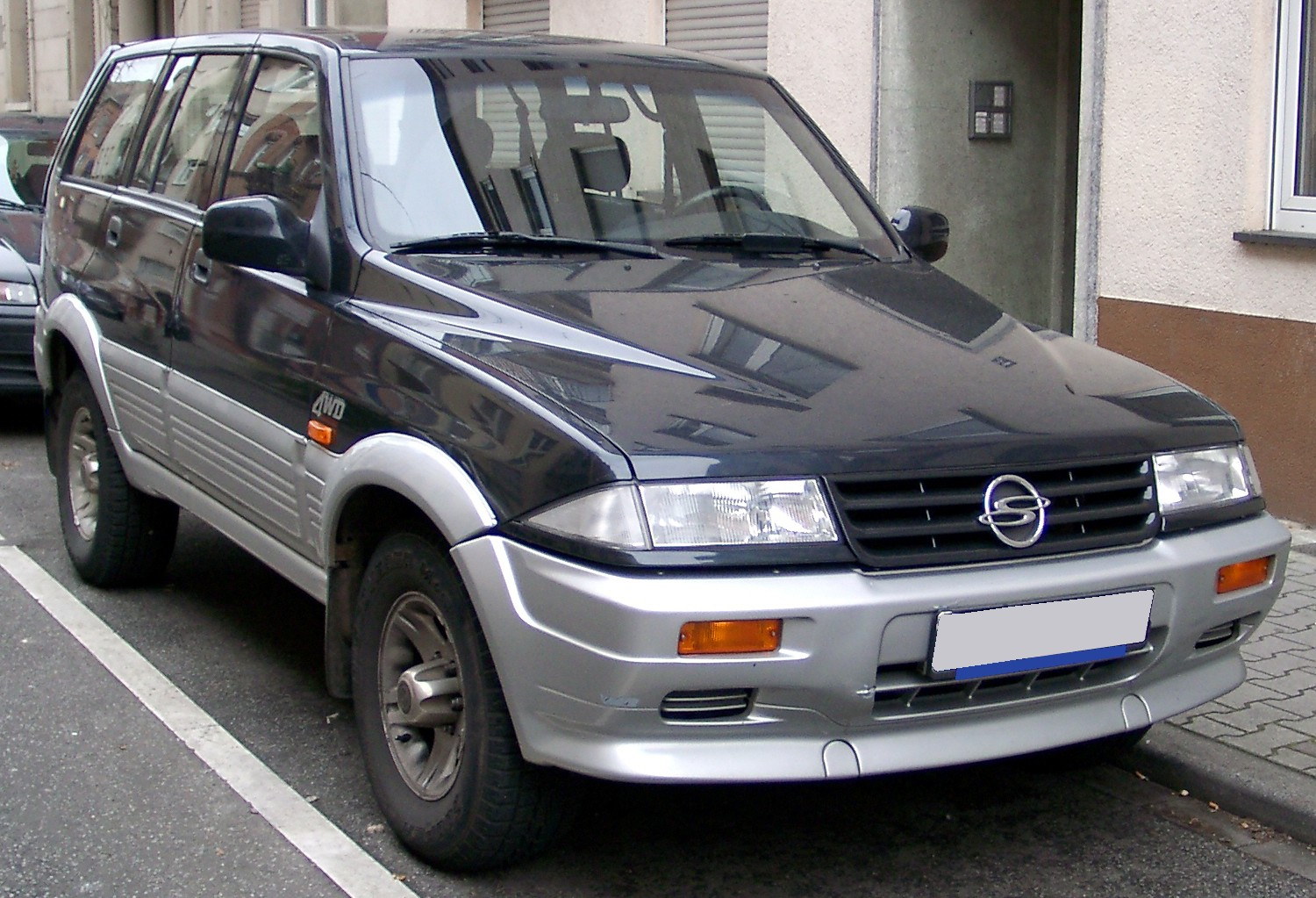
SsangYong Musso (1993-1998)

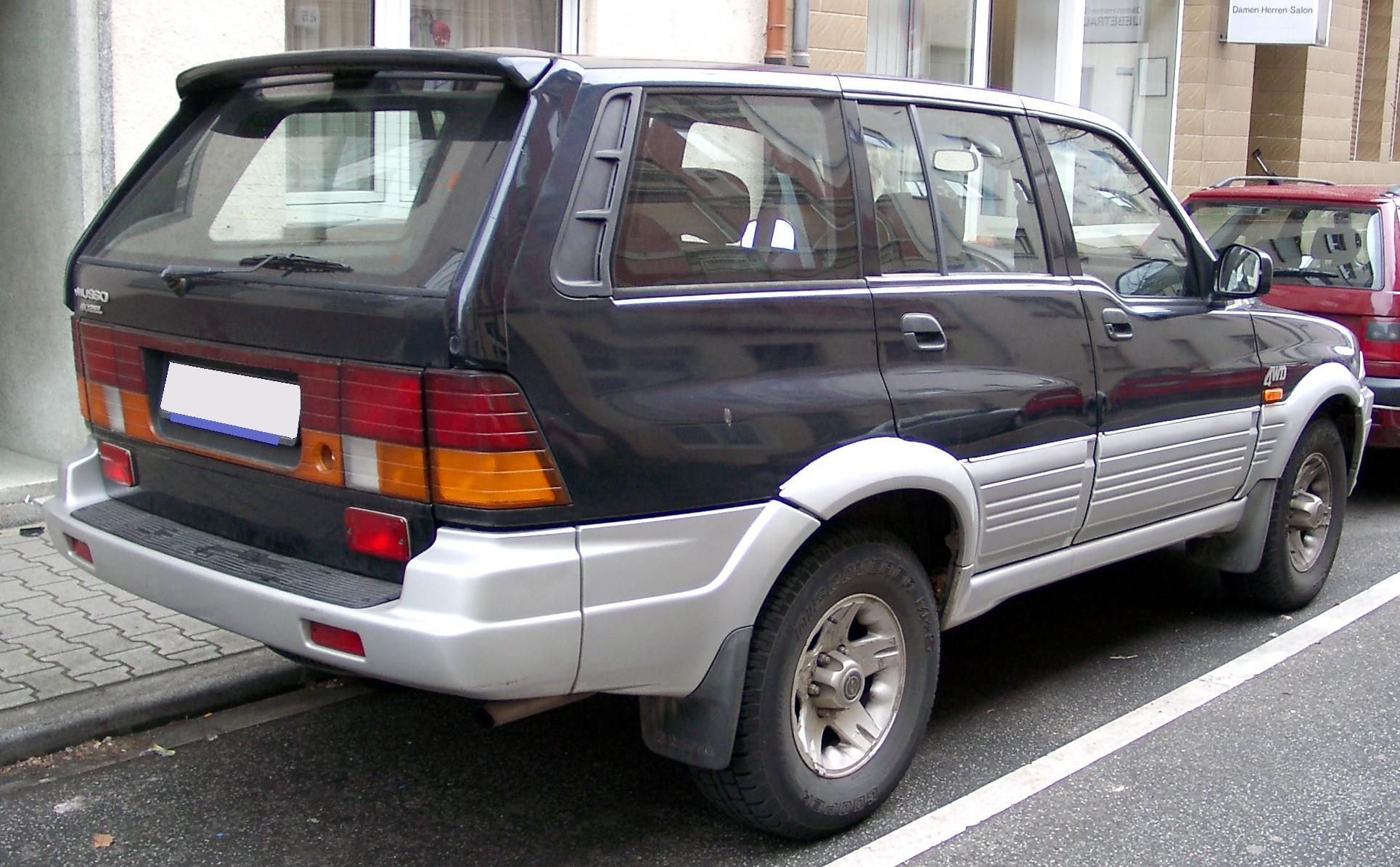
SsangYong Musso (1993-1998)

Перші моделі, випущені в 1993 році, оснащувалися бензиновим двигуном або дизельним двигуном вироблені за ліцензією Mercedes-Benz, що характеризує двигуни як надійні. За твердженням заводу-виробника 3,2-літровий бензиновий двигун здатний без капітального ремонту проходити 1 млн км. До 2008 року від німецького дизельного двигуна відмовилися через встановлених екологічних норм в Кореї. Позашляховик комплектується механічною 5-ти ступінчастою або 4-х ступінчастою автоматичною коробкою передач, також зробленими за ліцензією Mercedes.
Дизайн машини був спроектований Кеном Грінлі, і тому мав цілком стильний європейський вигляд, що має популярність. У 1994 і 1996 роках машина отримувала нагороду Auto Design Award на автошоу в Бірмінгемі у Великій Британії.
Добре відомий за свої позашляхові здібності Musso посів перше місце на ралі Pharaohs Rally в Єгипті серед позашляховиків в жовтні 1994. Однак у Росії як позашляховик він слави не знайшов. Тут позначилися низький кліренс, недостатня корозійна стійкість кузов а й недостатня надійність занадто м'якою підвіски.
Musso розрахований на 5 чоловік, але зустрічалися також і 7-ми місні варіанти. Якщо буде потрібно, то в 5-ти місному Musso можна розкласти складні металеві лавки, збільшивши тим самим число місць для пасажирів до 10.
Модель випускається в Ірані під маркою Musso, вироблена корпорацією Moratab Khodro.
Зовні SsangYong Musso досить привабливий, кузов прикрашений численними фігурними виштамповками, які надають пікапу злегка агресивний вид. Передня частина Муссо оснащується розкосими протитуманними фарами, розташованими з боків компактної решітки радіатора з фірмовою емблемою бренду. Боки пікапа з опуклими колісними арками, оснащуються пластиковими молдингами. Габарити Санг Йонг Муссо рівні: довжина - 4656 мм, ширина - 1864 мм, висота - 1735 мм, колісна база - 2630 мм. Пікап оснащений 18-дюймовими литими колесами. 
Стандартна комплектація SsangYong Musso представлена: антиблокувальною системою гальм, водійською подушкою безпеки, замком «від дітей» на задніх дверях, дверними балками безпеки, кондиціонером, підсилювачем керма, електроприводом і підігрівом дзеркал, протитуманними фарами, тонованими фарами, заднім склоочисником, центральним замком, іммобілайзером, клімат-контролем і сенсорними двірниками. 

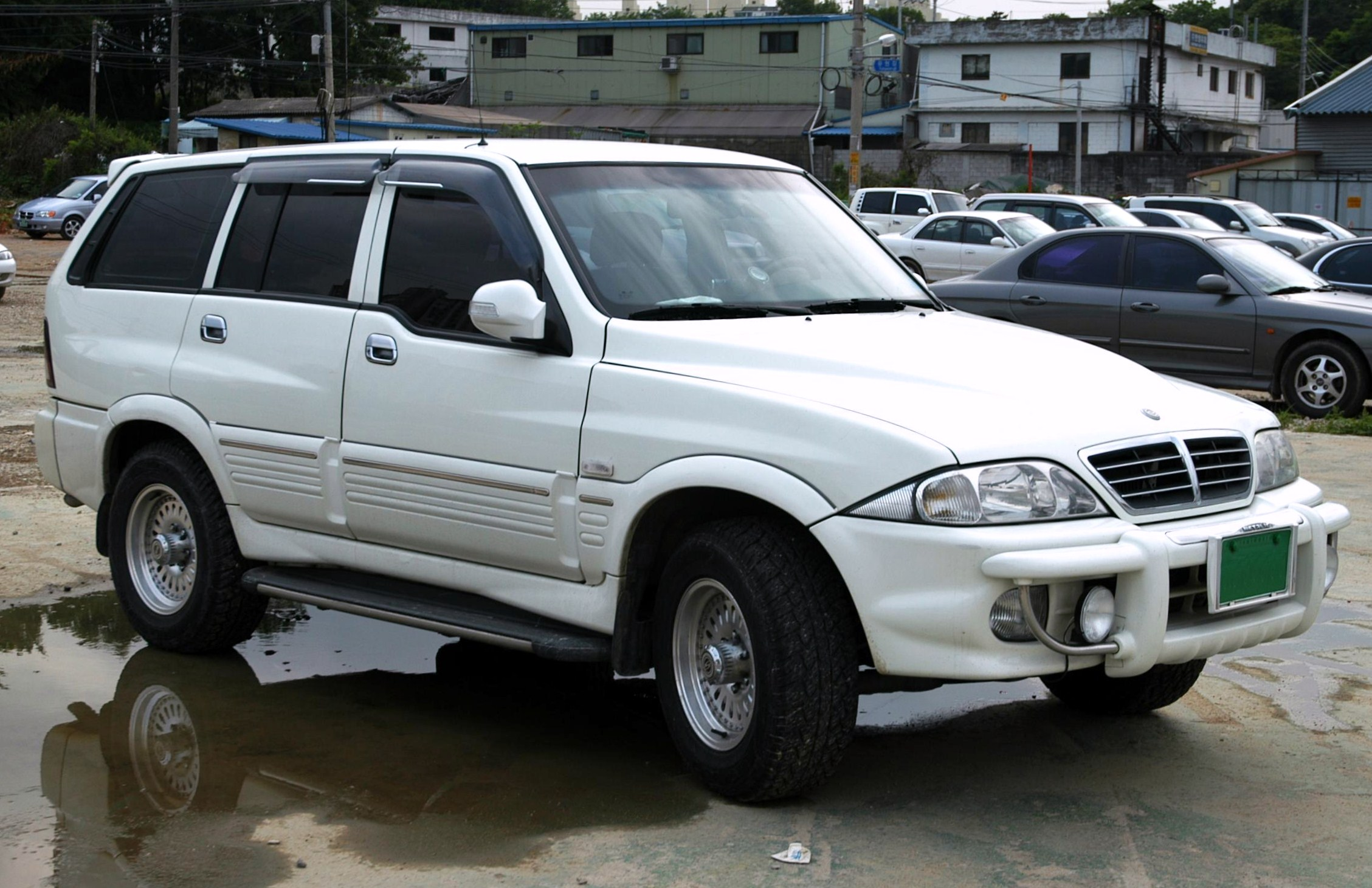
SsangYong Musso (1998-2005)
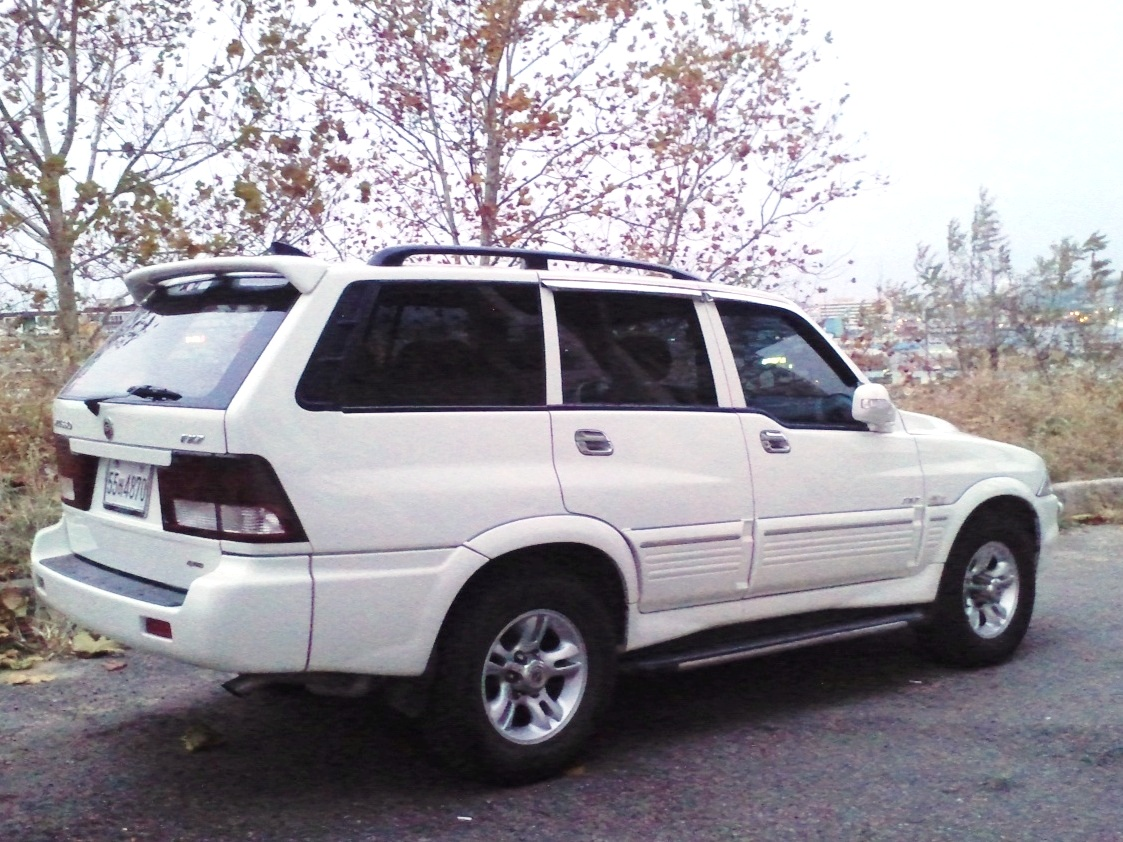
SsangYong Musso (1998-2005)

### Двигуни
- 2.3 л I4
- 3.2 л I6
- 2.3 л I4 (diesel)
- 2.9 л I5 (diesel)

### SsangYong Musso Sports
З 2002 по 2005 рік виготовлявся на основі позашляховика SsangYong Musso виготовлявся пікап SsangYong Musso Sports.

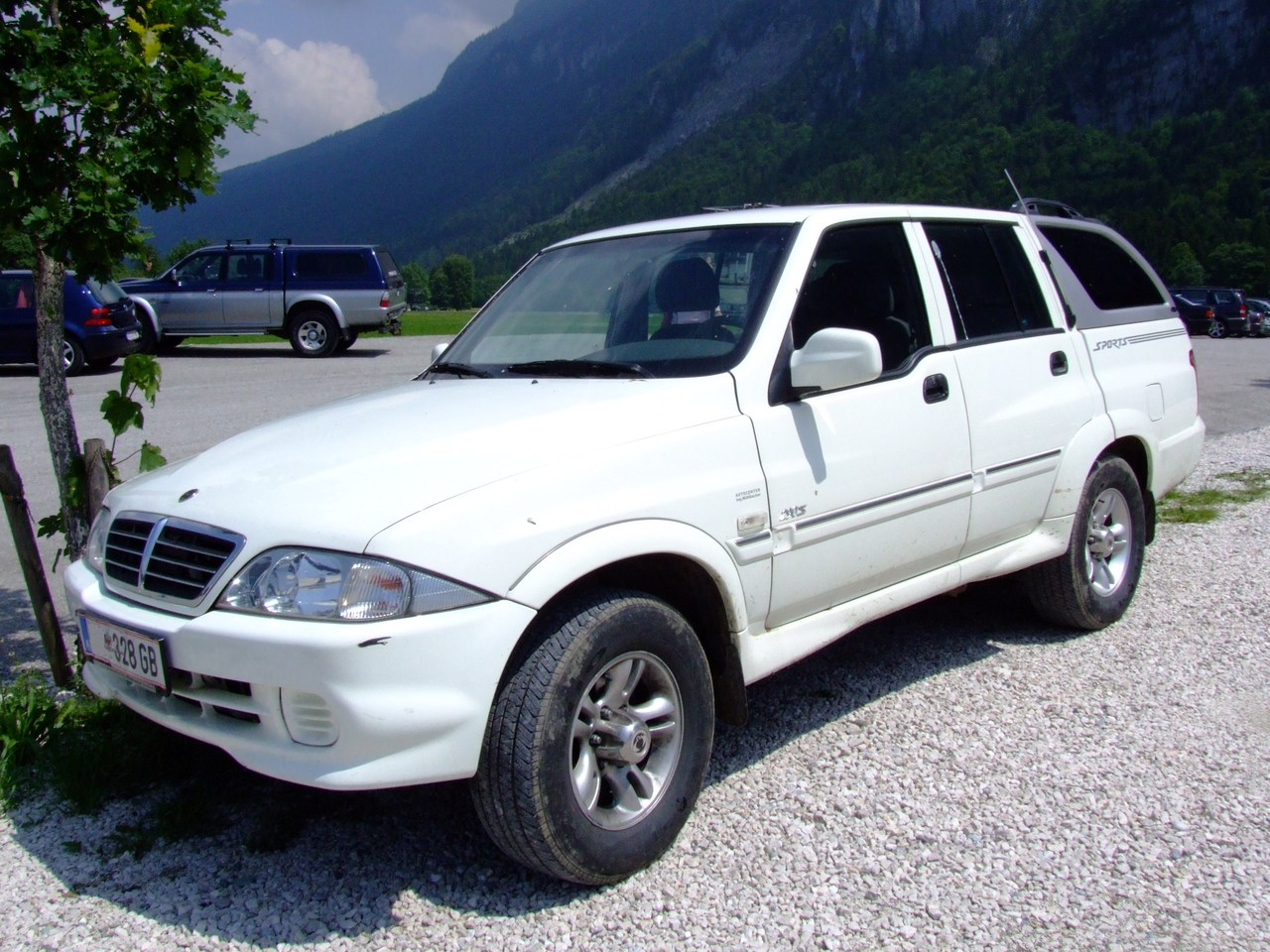
SsangYong Musso Sports
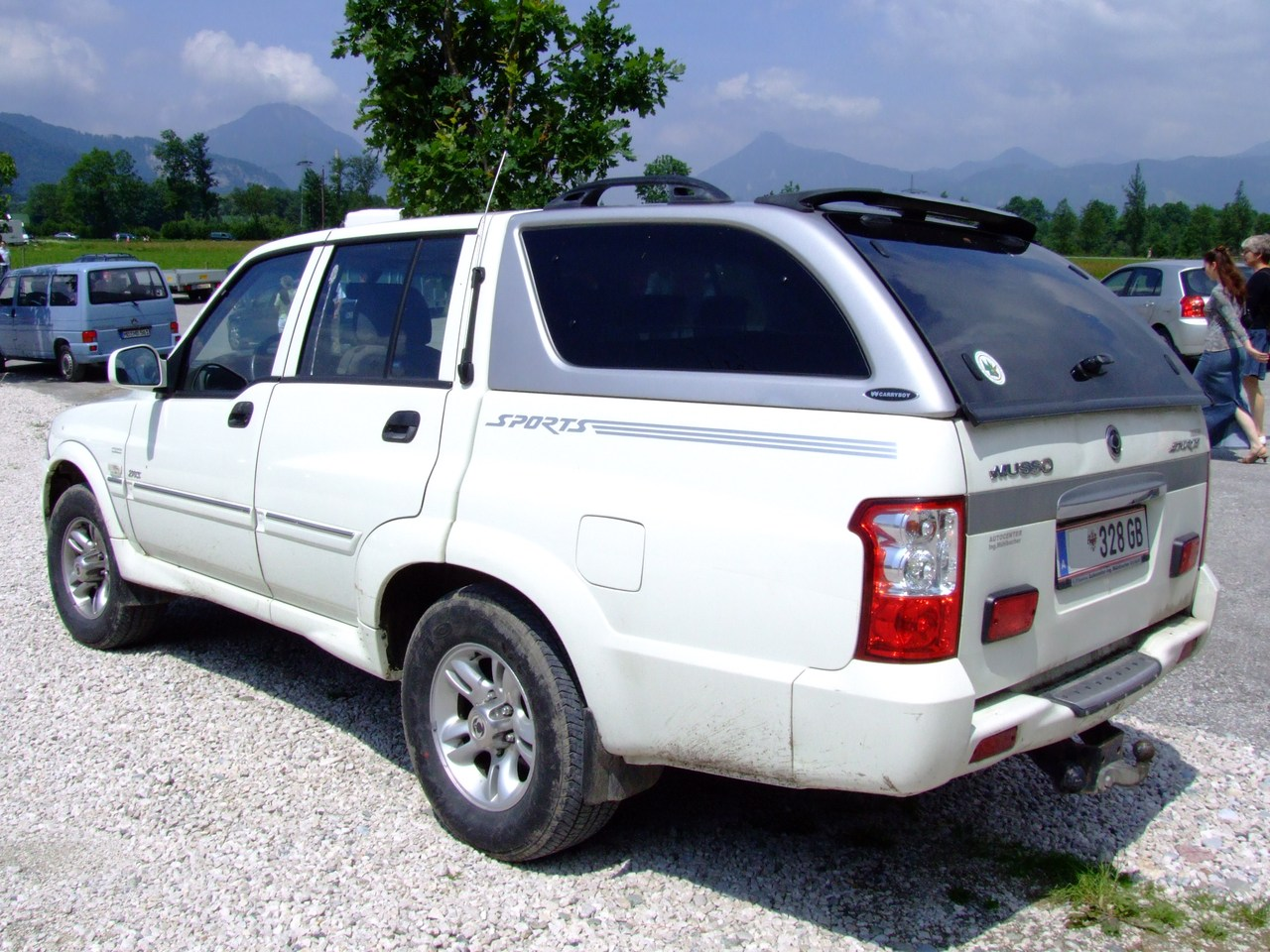
SsangYong Musso Sports

## Друге покоління

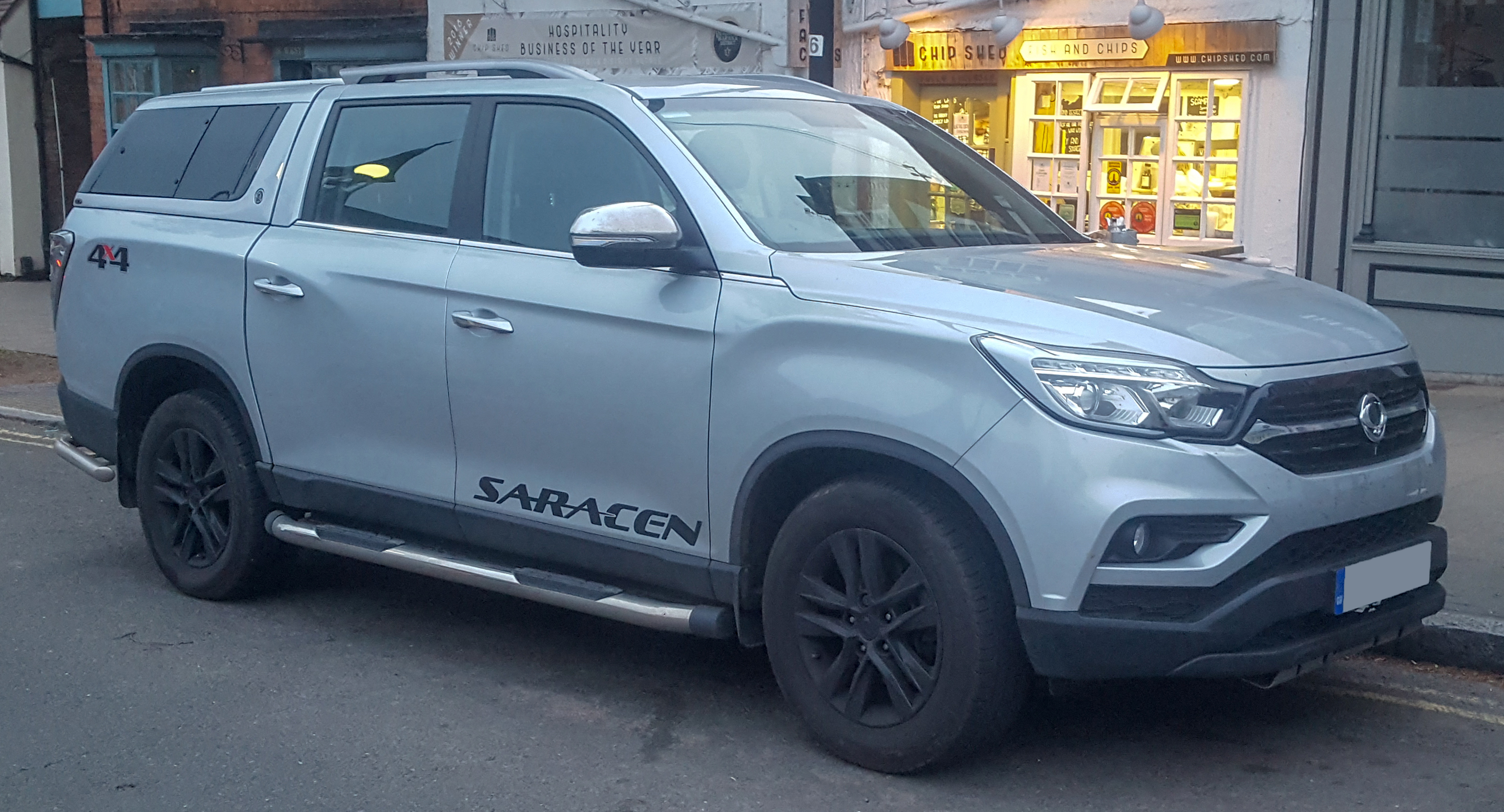
KGM Musso ІІ

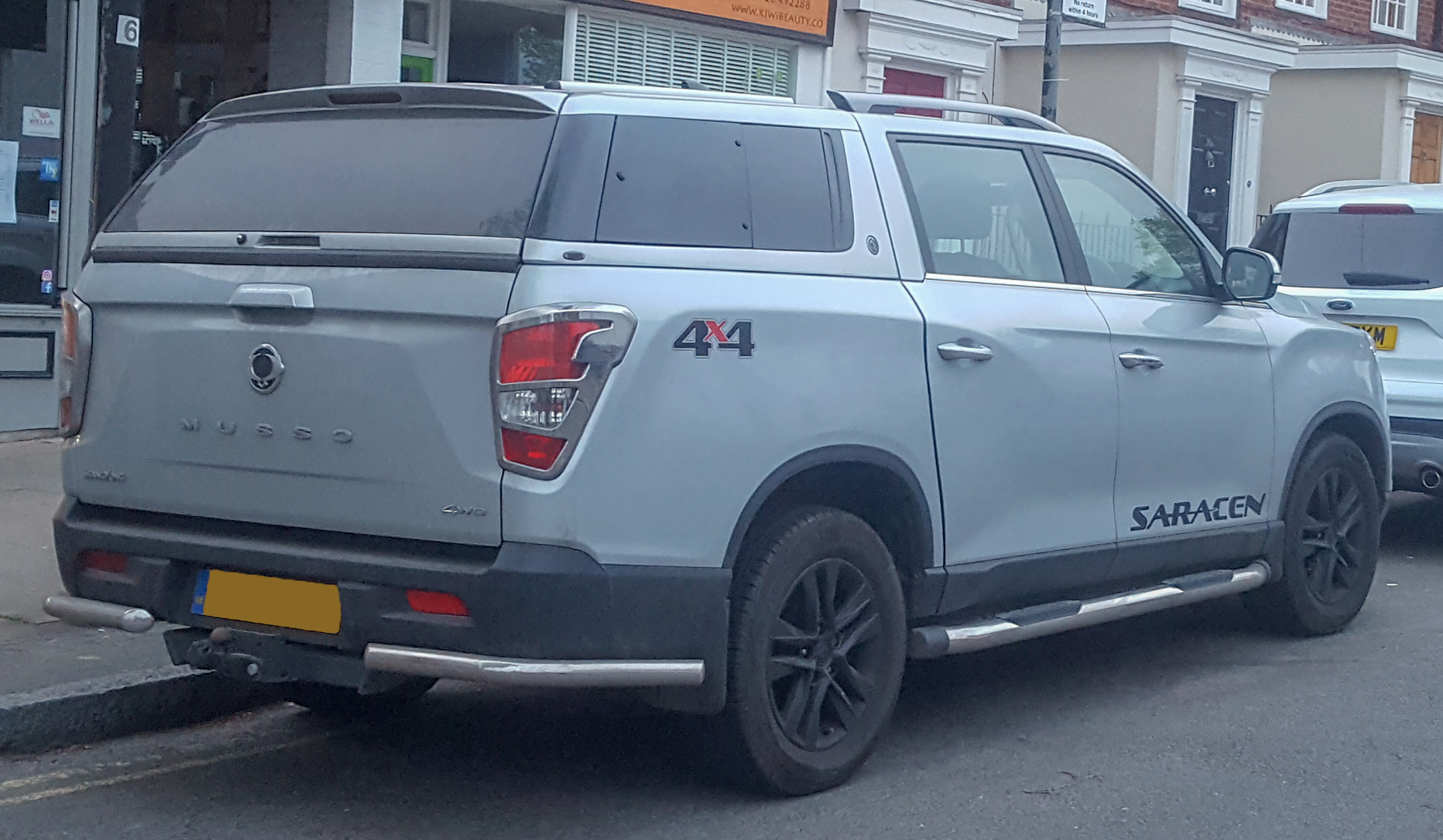
KGM Musso Grand II

В січні 2018 року в Південній Кореї презентовано пікап SsangYong Rexton Sports (я Європі відомий як SsangYong Musso ІІ), створений на базі Rexton G4. У пікапа колісна база більша на 235 мм (3100). Він в довший на 245 мм (5095) і вищий на 45 (1870 мм). Вся світлотехніка ззаду інша. Габарити вантажної платформи - 1300 на 1570 мм, висота бортів - 570 мм.
Пікап отримав модернізовану раму Quad Frame сходового типу, передня підвіска на подвійних поперечних важелях, а ззаду залежна підвіска і нерозрізний міст. Силовий агрегат прикритий масивним захистом. Позашляховик оснащається заднім або повним приводом (Part-time).

### Двигуни
- 2.0 GDI (225 к.с., 350 Нм)
- 2.2 e-XDI (181 к.с., 420 Нм)